# Terremoto de San Juan de 1952
El terremoto de San Juan de 1952 fue un terremoto, un movimiento sísmico en la provincia de San Juan, Argentina, el 10 de junio de 1952 a las 21:31 hora local.
Registró una magnitud de ondas superficiales 6,8 en la escala de Richter. Años más tarde la Magnitud Momento fue calculada en 6,8.  
Su epicentro estuvo a una profundidad de 30 kilómetros.
El terremoto fue sentido en San Juan en grado VIII en la escala de intensidad Mercalli. Causó daños en varias localidades del sur y del oeste de la provincia, además de cinco muertes por derrumbes y varios heridos.